# Calamotropha papuella
Calamotropha papuella là một loài bướm đêm trong họ Crambidae.